# Yalova Group Belediye Spor Kulübü
O Yalova Group Belediyespor Basketbol, conhecido também como Yalova Group Basketbol por motivos de patrocinadores, é um clube de basquetebol baseado em Yalova, Turquia que atualmente disputa a TBL. Manda seus jogos no Ginásio Esportivo Yalova Atatürk com capacidade para 1.200 espectadores.

## Histórico de Temporadas
| Temporada | Nível | Liga | Pos. | J     | PL | Resultado |
| --------- | ----- | ---- | ---- | ----- | -- | --------- |
| 2015-16   | 3     | TB2L | 3    | 12-10 |    | Promovido |
| 2016-17   | 2     | TBL  | 12   | 12-22 |    |           |
| 2017-18   | 2     | TBL  |      |       |    |           |

- fonte:eurobasket.com